# (6999) Meitner
(6999) Meitner (4379 T-3) – planetoida z pasa głównego asteroid okrążająca Słońce w ciągu 3,45 lat w średniej odległości 2,28 j.a. Odkryta 16 października 1977 roku.